# Georgi Hristov
Georgi Hristov, em macedônio: Ѓорѓи Христов, romanizado como Gjorgji Hristov (Bitola, 30 de janeiro de 1976), é um futebolista e treinador de futebol macedônio que atuava como atacante.

## Carreira em clubes
Revelado pelo Pelister, Hristov jogou nas categorias de base do clube entre 1991 e 1994, porém não chegou a se profissionalizar. Ainda em 1994, mudou-se para a vizinha Iugoslávia (até então composta apenas por Sérvia e Montenegro) para defender o Partizan, um dos maiores times do país. Pelos Alvinegros, atuou em 61 jogos e fez 21 gols até 1997, quando se mudou para o futebol inglês, onde atuaria pelo Barnsley (45 partidas e 8 gols) e, posteriormente, no NEC Nijmegen (Países Baixos), pelo qual jogou 55 vezes e fez 18 gols. Após deixar os Blauwvingers em 2004, teve passagens curtas por Dunfermline Athletic, Debreceni, Hapoel Nazareth Illit, Niki Volou e Olympiakos Nicósia.
Voltaria a ter uma sequência de jogos na temporada 2007–08, quando voltaria aos Países Baixos para jogar no Den Bosch (27 partidas e 8 gols). Após defender Baku (Azerbaijão) e JJK Jyväskylä (Finlândia), Hristov encerrou a carreira em 2009, aos 33 anos.
Entre 2011 e 2012, treinou o Metalurg Skopje.

## Carreira internacional
Com 48 jogos disputados pela  Seleção da Macedônia do Norte entre 1995 e 2005, Hristov é o segundo maior artilheiro da história dos Crveni Risovi (16 gols).

## Títulos
Partizan
- Campeonato Iugoslavo: 2 (1995–96 e 1996–97)

Debreceni
- Campeonato Húngaro de Futebol: 1 (2005–06)

Baku
- Campeonato Azeri: 2 (2008–09)